# Суражский замок
Суражский замок (бел. Суражскі замак) — укрепление, существовавшее в Сураже (совр. Витебский район Витебская область Белоруссия) в XVI—XVIII веках.

## Описание
Построен в 1563 году витебским воеводой С. А. Збаражским по приказу Сигизмунда II Августа при слиянии рек Каспля и Западная Двина. Деревянный замок, построенный из городень, с севера и востока был окружён земляным валом, высотой до четырёх метров, и рвом. Со стороны Каспли защитой замку служил высокий обрывистый берег. Сведений об устройстве замка сохранилось мало, но на карте Полоцкого княжества С. Пахоловицкого 1579 года и на карте Т. Маковского 1603 года он изображён с одной двухъярусной башней.
Замок был сожжён московскими войсками в 1616 и 1633 годах. Во время русско-польской войны в 1654 году занят русскими войсками, в 1655 году захвачен в результате восстания жителей Суража, в 1656 году снова занят русскими войсками. Победителям достались три знамени, четыре колёсных пушки калибра 0,5-3,5 фунтов, 26 затинных пищалей, большое количество боеприпасов. Историки считают, что замок того времени имел два боевых яруса, подземный ход, ведущий к реке, въездные ворота с подъёмным мостом и, по-видимому, две башни.
Согласно Андрусовскому перемирию Суражский замок остался в составе Великого княжества Литовского и был обновлён. На «Чертеже» стольника Петра I Максима Цызырёва 1701 года он показан как круглый в плане, без башен, но с двумя мостами через ров. Замок перестал существовать после 1772 года.